# Gucci Gang
Gucci Gang je singl amerického rappera Lil Pumpa, vydaný na jeho albu Lil Pump. Původně byl zveřejněn na Pumpově SoundCloud účtu 27. srpna 2017 a 31. srpna 2017 bylo dostupné pro digitální stahování a poslech na Tha Lights Global a Warner Bros. Records. Na Billboard Hot 100 se Gucci Gang dostal na třetí místo.